# کارخانه
کارخانه    کارخانه به واحدی سازمان‌یافته اطلاق می‌شود که با هدف تولید کالا یا ارائه خدمات خاص، با بهره‌گیری از سرمایه انسانی، ماشین‌آلات، فناوری‌های صنعتی و مواد اولیه شکل می‌گیرد. کارخانه یکی از مهم‌ترین ارکان ساختار اقتصادی هر کشور است و نقش اساسی در رشد اقتصادی، ارتقاء سطح اشتغال، توسعه فناوری و نوآوری ایفا می‌کند. در فضای کارخانه، بخش‌های مختلفی اعم از تولید، مونتاژ، بسته‌بندی، کنترل کیفیت، تحقیق و توسعه، و توزیع تحت استراتژی‌های مدیریتی دقیق فعالیت می‌نمایند. امروزه کارخانه‌های مدرن با بهره‌گیری از سامانه‌های هوشمند، بهره‌وری فرآیندها را افزایش داده و صنعتی‌شدن را به سطوح عالی رسانده‌اند. کارخانه، علاوه بر تولید انبوه محصولات متنوع، موجب ایجاد رقابت سالم در بازار و ارتقا سطح زندگی مردم نیز می‌گردد.

## تاریخچه کارخانه
پیدایش کارخانه با انقلاب صنعتی و تحولات بنیادین قرن هجدهم میلادی در اروپا گره خورده است. اختراع ماشین بخار توسط جیمز وات و سپس تکامل فناوری‌های تولید انبوه، مفهوم نوین کارخانه را شکل داد. در آغاز، کارخانه‌ها در نزدیکی منابع آب و انرژی احداث می‌شدند تا ماشین‌آلات سنگین با انرژی مکانیکی به کار گرفته شوند. رفته‌رفته با گسترش برق و خطوط ارتباطی، کارخانه‌ها از روستاها و حاشیه رودخانه‌ها به مناطق شهری و صنعتی منتقل شدند. این روند منجر به تمرکز کارگران، ارتقاء سطح فناوری و تسریع توسعه اقتصادی گردید.
در ایران، نخستین جرقه‌های صنعتی‌سازی در عصر قاجار و پهلوی مشاهده شد؛ با واردات کارخانه‌های قند، پنبه و نساجی و نصب اولین ماشین‌آلات، زیربنای صنعت کارخانه‌ای در کشور پی‌ریزی گردید. در دهه‌های بعد، همگام با سایر کشورها، موج تحولات صنعتی شدت یافت و بخش‌های گوناگونی از اقتصاد ایران ـ از صنایع غذایی و نساجی تا خودروسازی، پتروشیمی و بسته‌بندی ـ به کارخانه‌های پیشرو مجهز شدند. امروزه صنایع کارخانه‌ای ایران سهم قابل توجهی در منطقه و جهان دارند.

## انواع کارخانه
کارخانه‌ها با توجه به نوع محصول، فناوری مورد استفاده و هدف تولید به دسته‌های مختلف طبقه‌بندی می‌شوند. هر نوع کارخانه دارای ساختار تخصصی و بخش‌بندی‌های مرتبط با عملکرد خود است. مهم‌ترین انواع کارخانه‌ها عبارت‌اند از:

### کارخانه‌های تولیدی
این کارخانه‌ها به تولید اجزای فیزیکی اختصاص دارند و محصولات متنوعی شامل خودرو، زمینی خانگی، پوشاک، کفش، لوازم الکترونیکی و ... را تولید می‌کنند. فرآیند تولید در این واحدها معمولاً شامل مرحله ورودی مواد خام، مونتاژ قطعات، تست کیفی، بسته‌بندی و ارسال به بازار می‌باشد.

### کارخانه‌های تبدیلی
واحدهایی هستند که مواد خام مانند نفت خام، سنگ معدن، گندم یا شیر را به محصولات واسطه‌ای یا نهایی نظیر بنزین، فولاد، روغن خوراکی یا آرد تبدیل می‌کنند. کارخانه‌های تبدیلی عمدتاً در صنایع پایه و زیرساختی نقش‌آفرینی می‌نمایند و سهم عمده‌ای در زنجیره ارزش دارند.

### کارخانه‌های مونتاژ
در این کارخانه‌ها، اجزای نیمه‌آماده یا قطعات صنعتی که اغلب ساخت نقاط مختلف دنیا هستند، در یک مکان جمع‌آوری و به یک محصول کامل و آماده مصرف تبدیل می‌شوند. خطوط مونتاژ خودرو، لوازم الکترونیک و تجهیزات مخابراتی از نمونه‌های بارز این گونه کارخانه‌ها است.

### کارخانه‌های صنایع غذایی
این نوع کارخانه‌ها به تولید، فرآوری، نگهداری، بسته‌بندی و عرضه محصولات غذایی می‌پردازند. کارخانه‌های صنایع غذایی نقش حیاتی در ارتباط مستقیم با سلامت جامعه و امنیت غذایی کشورها دارند. انواع کنسرو، مواد لبنی، فراورده‌های گوشتی و خشکبار در این مجموعه تولید می‌شوند.

### کارخانه‌های نساجی
کارخانه‌های نساجی با تبدیل الیاف طبیعی یا مصنوعی به نخ، پارچه و محصولات نهایی نساجی، بسترساز صنعت پوشاک و صادرات در کشورهای مختلف، به‌ویژه ایران، محسوب می‌شوند. این کارخانه‌ها با فناوری‌های نوین، راندمان تولید پارچه و محصولات باکیفیت را ارتقاء داده‌اند.

### کارخانه‌های شیمیایی و پتروشیمی
این کارخانجات با تولید مواد شیمیایی، کودهای کشاورزی، شوینده‌ها، روغن‌های صنعتی و پلاستیک‌ها، در مرکز زنجیره صنایع بالادستی و پایین‌دستی قرار دارند. کارخانه‌های پتروشیمی همسو با پالایشگاه‌ها ماده اولیه بسیاری از صنایع را تأمین می‌کنند.

### کارخانه‌های چاپ و بسته‌بندی
با رشد تجارت، صادرات و اهمیت ارزش افزوده بسته‌بندی، کارخانه‌های چاپ و بسته‌بندی به یکی از ارکان مهم صنعت تبدیل شده‌اند. این کارخانه‌ها انواع بسته‌بندی از جنس کاغذی، کارتنی، پلاستیکی، پارچه‌ای و فلزی را بر اساس نیاز صنایع مختلف و با فناوری‌های چاپ مدرن تولید می‌کنند.

## قوانین عمومی کارخانه‌ها
بنا به گستردگی نقش کارخانه‌ها در جامعه و محیط زیست، فعالیت این واحدها تابع قوانین و ضوابط مدون است که هدف آن‌ها حمایت از نیروی انسانی، حفظ محیط زیست و افزایش بهره‌وری است. برخی از مهم‌ترین قوانین به شرح زیر است:
رعایت موازین ایمنی و بهداشت کار: نصب علائم هشدار، استفاده از تجهیزات ایمنی، آموزش کارکنان و انجام معاینات دوره‌ای.
ساعت کار قانونی: تنظیم شیفت‌های کاری و رعایت ۴۴ ساعت کار هفتگی برای کارگران مطابق قانون کار.
دریافت مجوزهای فعالیت: اخذ پروانه بهره‌برداری، مجوزهای زیست محیطی و مراکز بهداشت.
پرداخت حقوق و مزایا مطابق قانون: پرداخت حقوق، بیمه تامین اجتماعی و مزایای قانونی دیگر.
اختصاص فضای مناسب برای استراحت و رفاه کارکنان: نظیر رستوران، سرویس بهداشتی، اتاق استراحت.
رعایت استانداردهای محیط زیست: کنترل خروج آلودگی، بازیافت پسماندها و کاهش آلاینده‌ها.
کنترل کیفی محصولات: رعایت استاندارد ملی و بین‌المللی، درج مشخصات و تاریخ تولید روی کالا.
ثبت و نگهداری سوابق تولید و کنترل موجودی: شفاف‌سازی فرایندها و تضمین ردیابی محصولات.
آموزش و توسعه منابع انسانی: برگزاری دوره‌های آموزشی برای به‌روزرسانی مهارت‌ها.
رعایت قوانین مالیاتی و حسابرسی: ثبت دقیق عملکرد مالی و پرداخت به‌موقع مالیات.

## محیط کارخانه شامل چه بخش‌هایی می‌شود؟
محیط کارخانه معمولاً ساختاری سازماندهی‌شده و دارای بخش‌بندی منطقی برای پیشبرد بهینه امور است. مهم‌ترین بخش‌ها به شرح زیر است:
سالن تولید و خطوط مونتاژ
مغز متفکر کارخانه، جایی که مواد خام وارد می‌شود و پس از عبور از فرآیندهای مختلف به محصول نهایی تبدیل می‌شود. میزان مکانیزه بودن این سالن‌ها، شاخص توسعه‌یافتگی کارخانه است.
انبار مواد اولیه و محصول نهایی
مواد اولیه در این بخش ذخیره و براساس برنامه تولید به خطوط منتقل می‌شوند. همچنین محصولات نهایی نیز پیش از ارسال به بازار در انبار مخصوص نگهداری می‌شوند.
آزمایشگاه کنترل کیفیت
این واحد وظیفه دارد فرآیندها و محصولات را از لحاظ کیفیت، سلامت، استاندارد بودن و مطابقت با ضوابط بررسی کند. این واحد با استفاده از تجهیزات آزمایشگاهی تخصصی، ایمنی و کیفیت کالا را تضمین می‌کند.
واحد امور اداری و مدیریتی
همه امور برنامه‌ریزی، منابع انسانی، حسابداری، فروش و ارتباط با مشتریان زیرنظر این بخش انجام می‌گیرید. اتاق مدیریت، اتاق جلسات و بخش منابع انسانی از اجزای مهم آن است.
واحد تحقیق و توسعه (R&D)
مسئولیت نوآوری، ارتقاء محصول، ایجاد محصولات جدید و ارتقای خط تولید برعهده این تیم است. کارخانه‌هایی که واحد تحقیق و توسعه فعالی دارند، معمولاً سهم بیشتری در بازار به دست می‌آورند.
تاسیسات و نگهداری
تعمیرات پیشگیرانه، سرویس تجهیزات، تاسیسات گرمایشی، سرمایشی، آب و برق‌رسانی داخل کارخانه را انجام می‌دهد. فعالیت مؤثر این واحد تضمین‌کننده کارایی خط تولید است.
فضاهای رفاهی و خدماتی
شامل رستوران، سلف غذاخوری، بخش بهداشت و درمان، نمازخانه و سرویس‌های بهداشتی ویژه کارکنان است و اهمیت زیادی در افزایش بهره‌وری و رضایت شغلی دارد.

## کارخانه چاپ و بسته بندی آلتین آی؛ نمونه‌‌ای مدرن از صنعت در ایران[۴]
امروزه صنعت چاپ و بسته‌بندی به‌عنوان یکی از حیاتی‌ترین صنایع وابسته به تولید و اقتصاد کشور شناخته می‌شود. در این میان، کارخانه چاپ و بسته‌بندی آلتین آی با مدیریت هوشمندانه مهندس مجید صفرزاده، یکی از مدرن‌ترین و پیشروترین کارخانه‌های ایرانی در این حوزه به شمار می‌رود.
این کارخانه با بهره‌گیری از تکنولوژی‌های روز دنیا، خطوط تولید و چاپ هوشمند بگ پارچه ای، ماشین‌آلات مدرن و تیم مدیریتی متخصص، توانسته طی سال‌های فعالیت خود رضایت صدها برند داخلی و بین‌المللی را جلب کند. چاپ و بسته‌بندی آلتین آی با تولید انواع بگ پارچه‌ای، بسته‌بندی‌های چندلایه، جعبه‌های فانتزی و تبلیغاتی، سهم بسزایی در زنجیره ارزش صنایع تولیدی و خدماتی دارد.
ویژگی‌های شاخص کارخانه آلتین آی
تجهیزات پیشرفته: مجهز به ماشین‌آلات اتوماتیک و نیمه‌اتوماتیک چاپ و دوخت با دقت بالا.
تنوع بالای محصولات: قابلیت تولید انواع بگ پارچه‌ای، بسته‌بندی سفارشی، جعبه و پاکت تبلیغاتی در سایز و طرح دلخواه.
کیفیت برتر: استفاده از بهترین مواد اولیه، کنترل کیفی مستمر و رعایت بالاترین استانداردها.
تیم طراحی حرفه‌ای: همکاری با گرافیست‌ها و مشاوران برندینگ جهت ارائه طرح‌های سفارشی مطابق خواست مشتری.
تولید سازگار با محیط زیست: استفاده از متریال قابل بازیافت، حفظ سلامت محیط زیست در تمام فرآیندها.
تحویل به موقع و پاسخگویی سریع: پایبندی به زمان‌بندی تحویل و پشتیبانی همیشگی.
قیمت‌گذاری رقابتی: ارائه خدمات با بهترین کیفیت و نرخ رقابتی برای حجم‌های کم و زیاد.
پوشش بازار داخلی و صادراتی: توان پاسخگویی به سفارش‌های کلان برندهای بزرگ و بازار منطقه‌ای.

## نتیجه گیری نهایی
کارخانه به عنوان شالوده صنعتی کشور و کلیدی‌ترین ابزار ارزش‌آفرینی و اشتغال، از دیرباز تا امروز نقش قابل توجهی در توسعه جوامع داشته است. از طرفی نمونه‌های موفقی همچون کارخانه چاپ و بسته بندی آلتین آی نشان می‌دهد که با تکیه بر دانش مدیریتی نوین، فناوری پیشرفته و رعایت اصول کیفیت و محیط زیست، می‌توان در بازار رقابتی فعلی نیز سرآمد بود و ارزش‌آفرینی پایدار ایجاد نمود. انتخاب کارخانه مناسب برای تامین و همکاری، نیازمند دقت، شناخت و بررسی این معیارها توسط هر بنگاه و کارآفرین است.

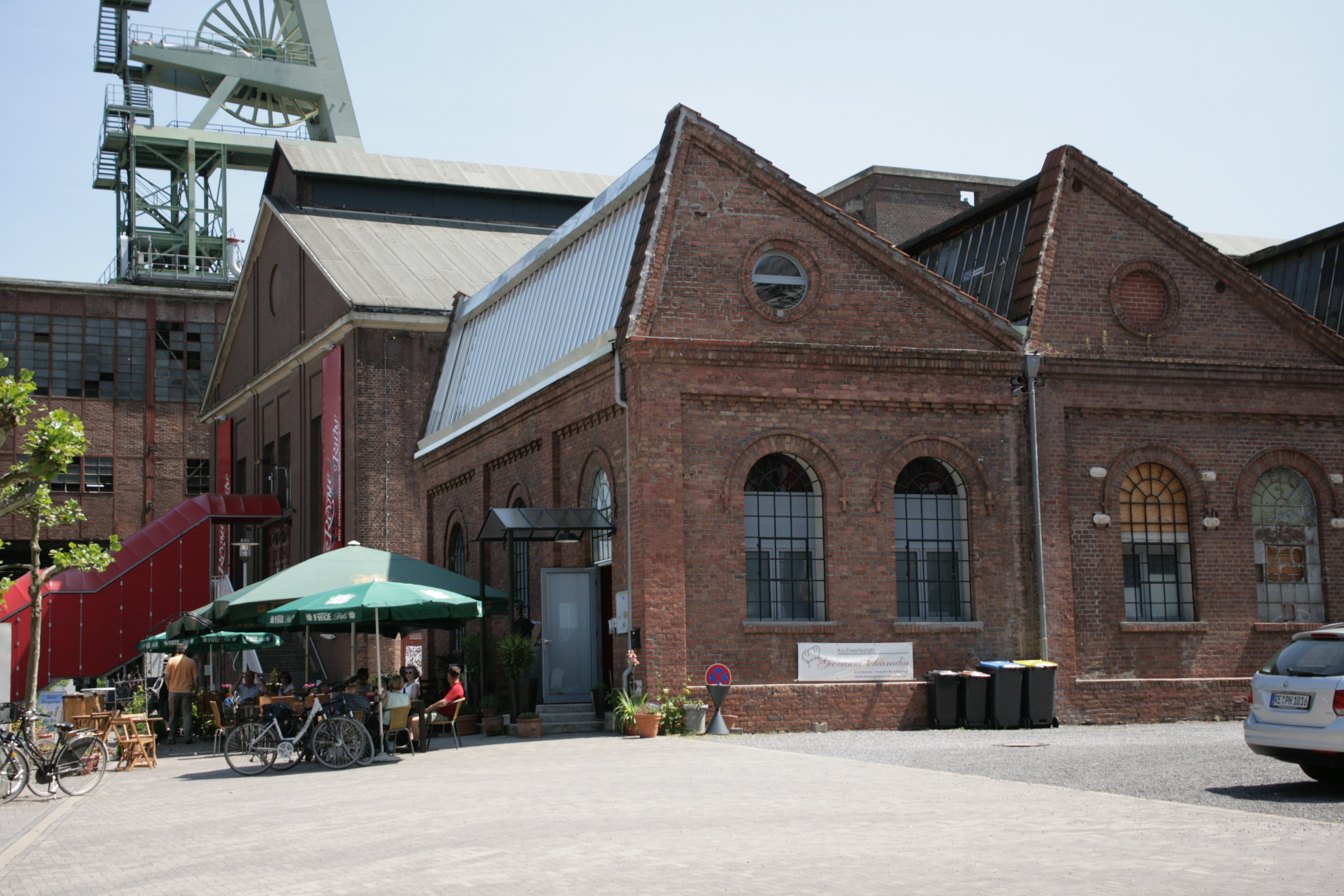
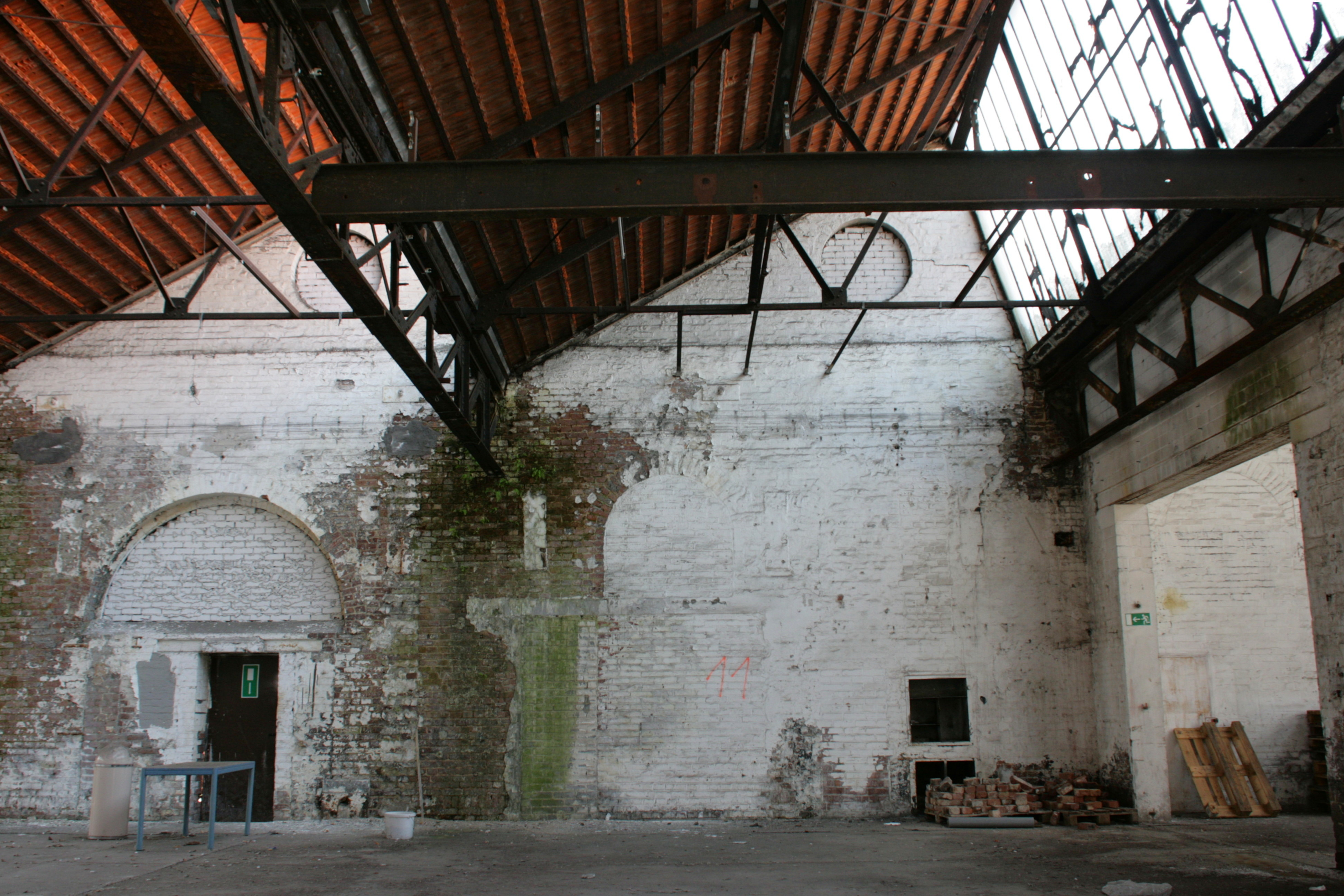
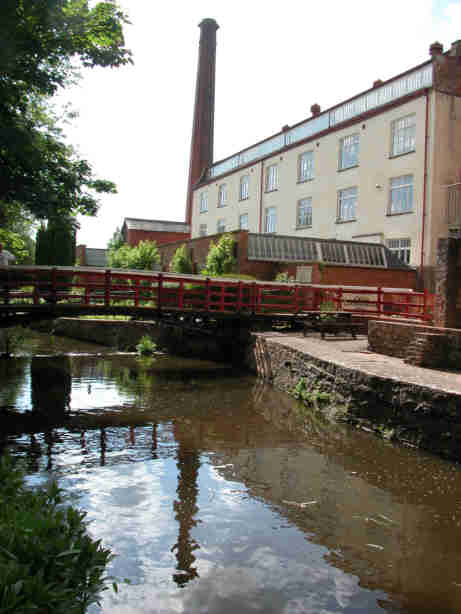
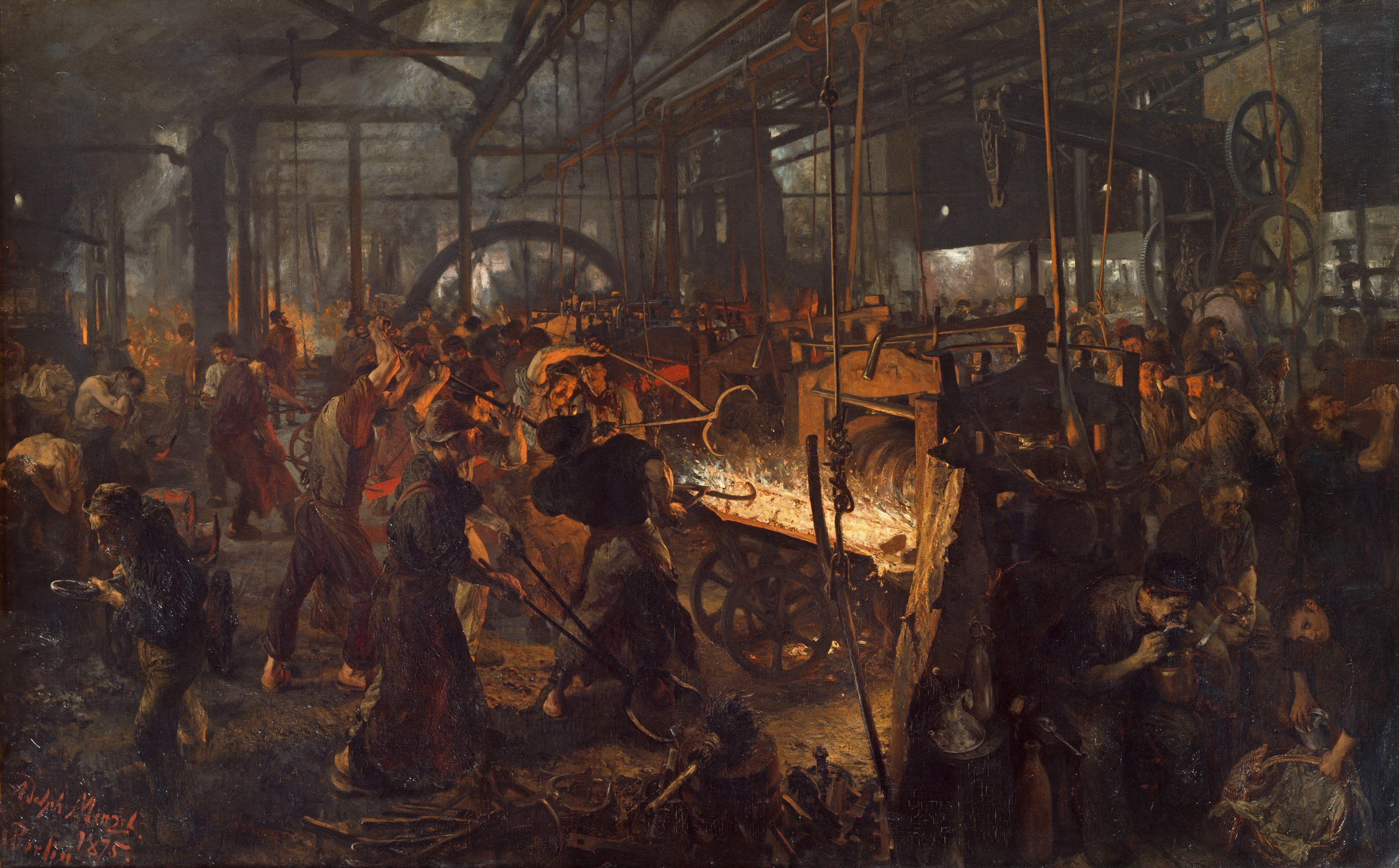
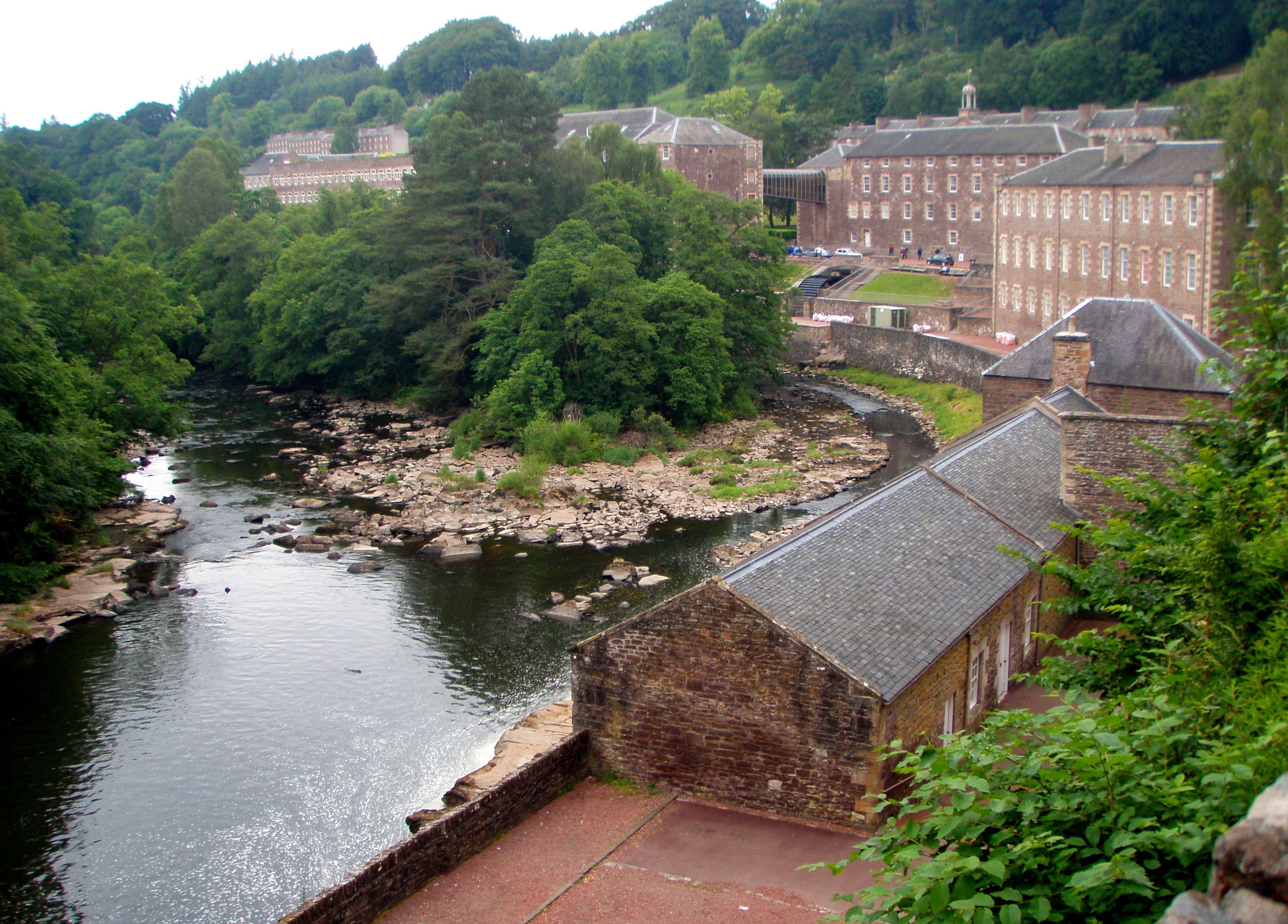
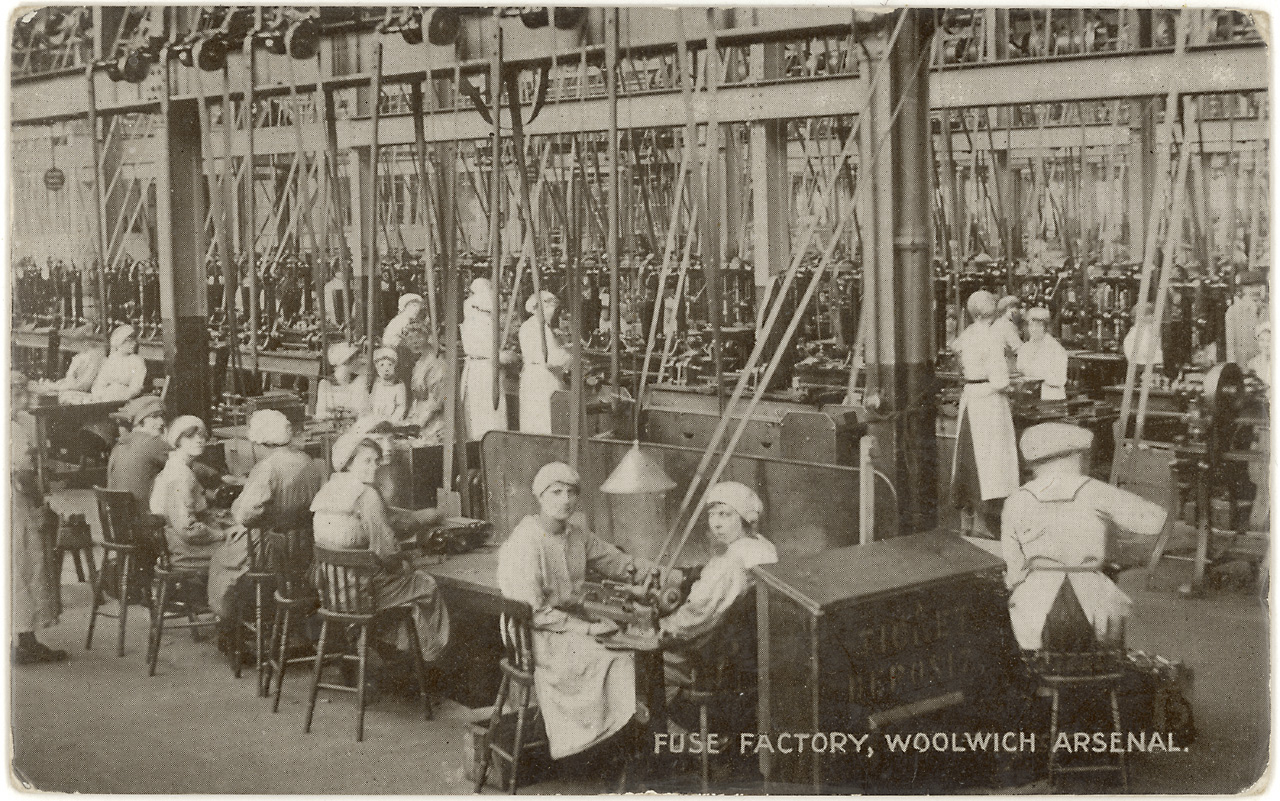
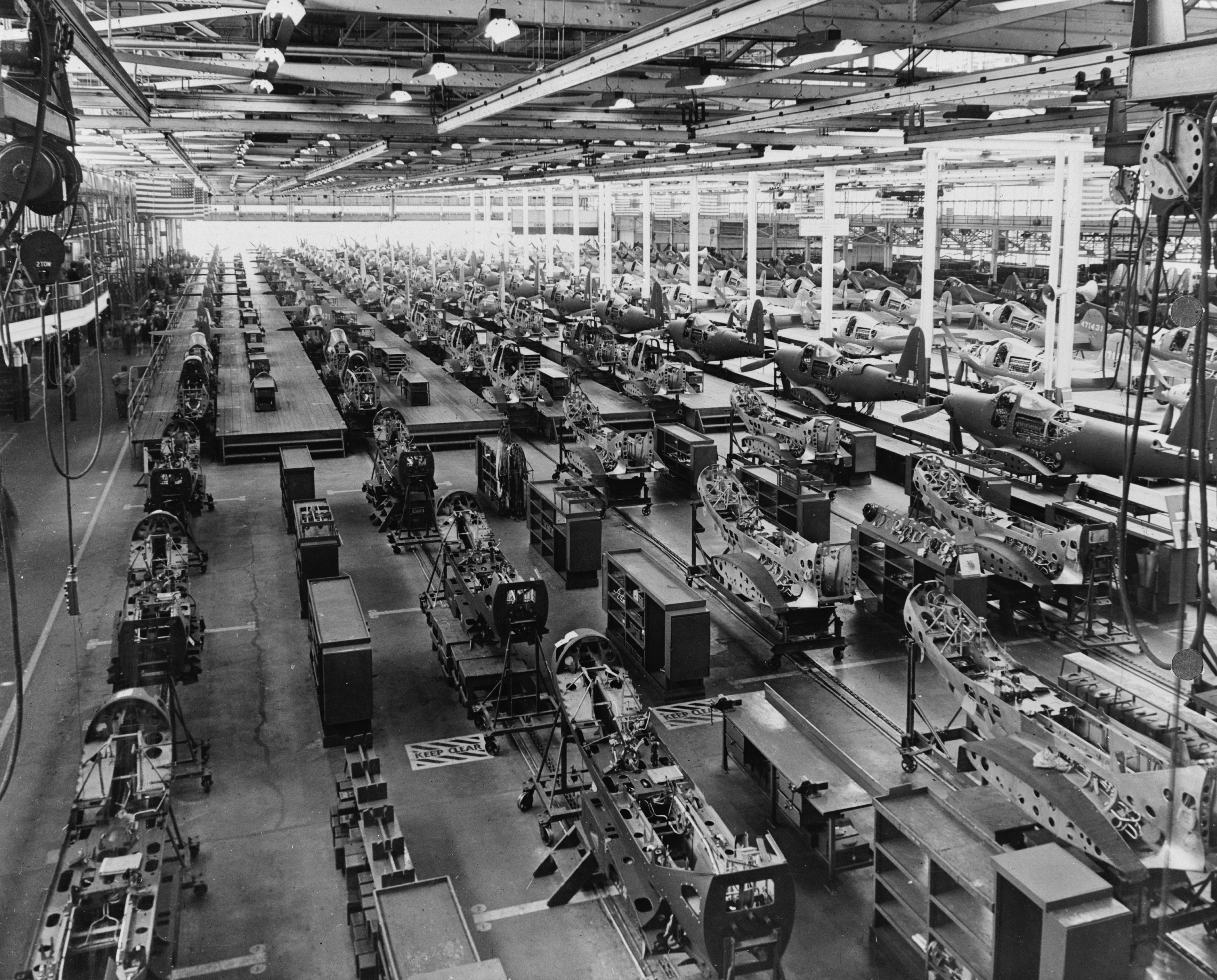
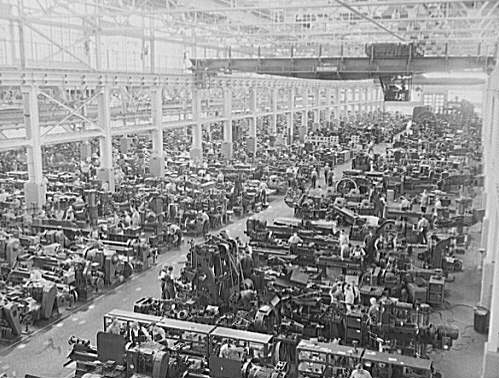
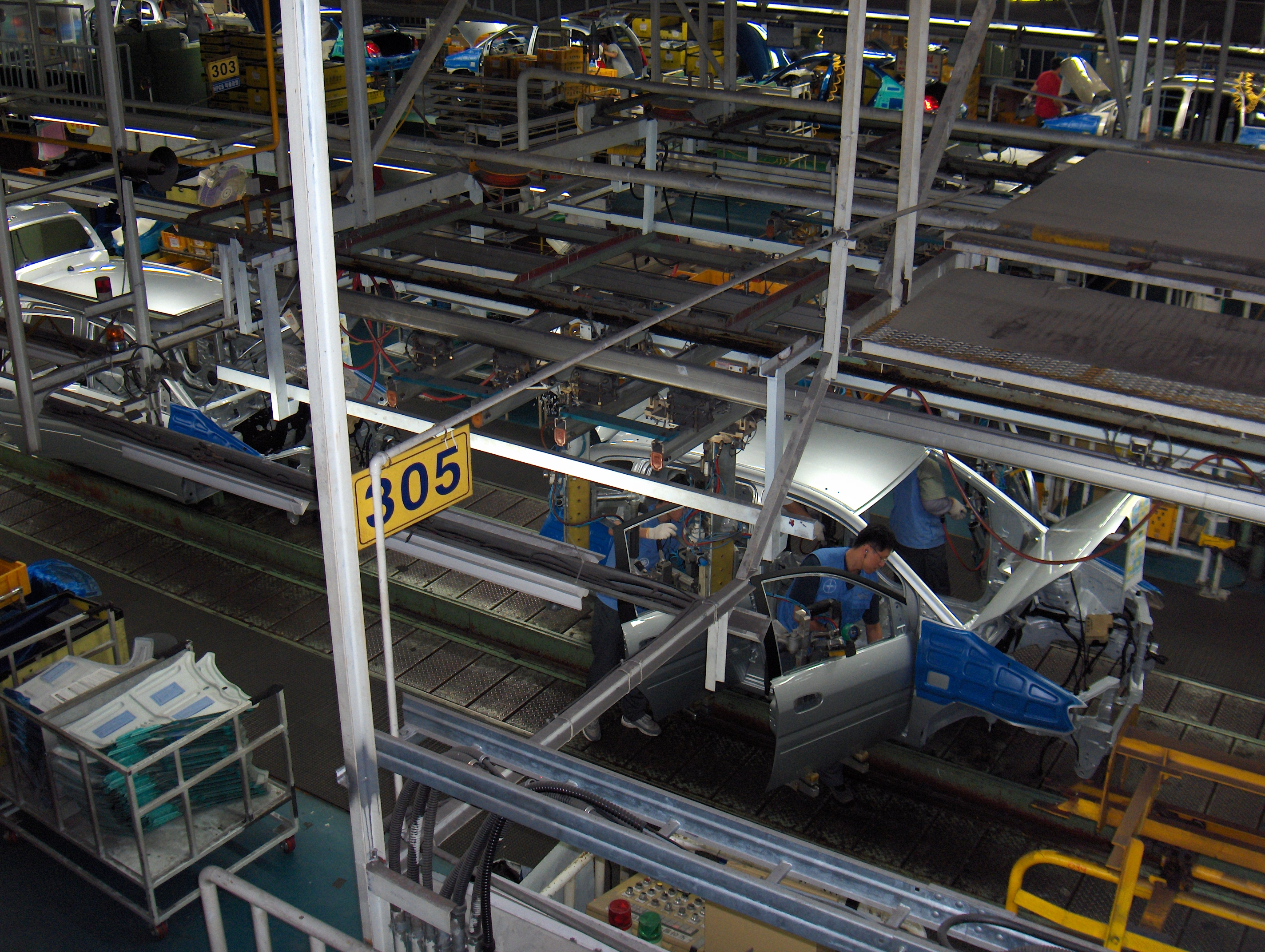
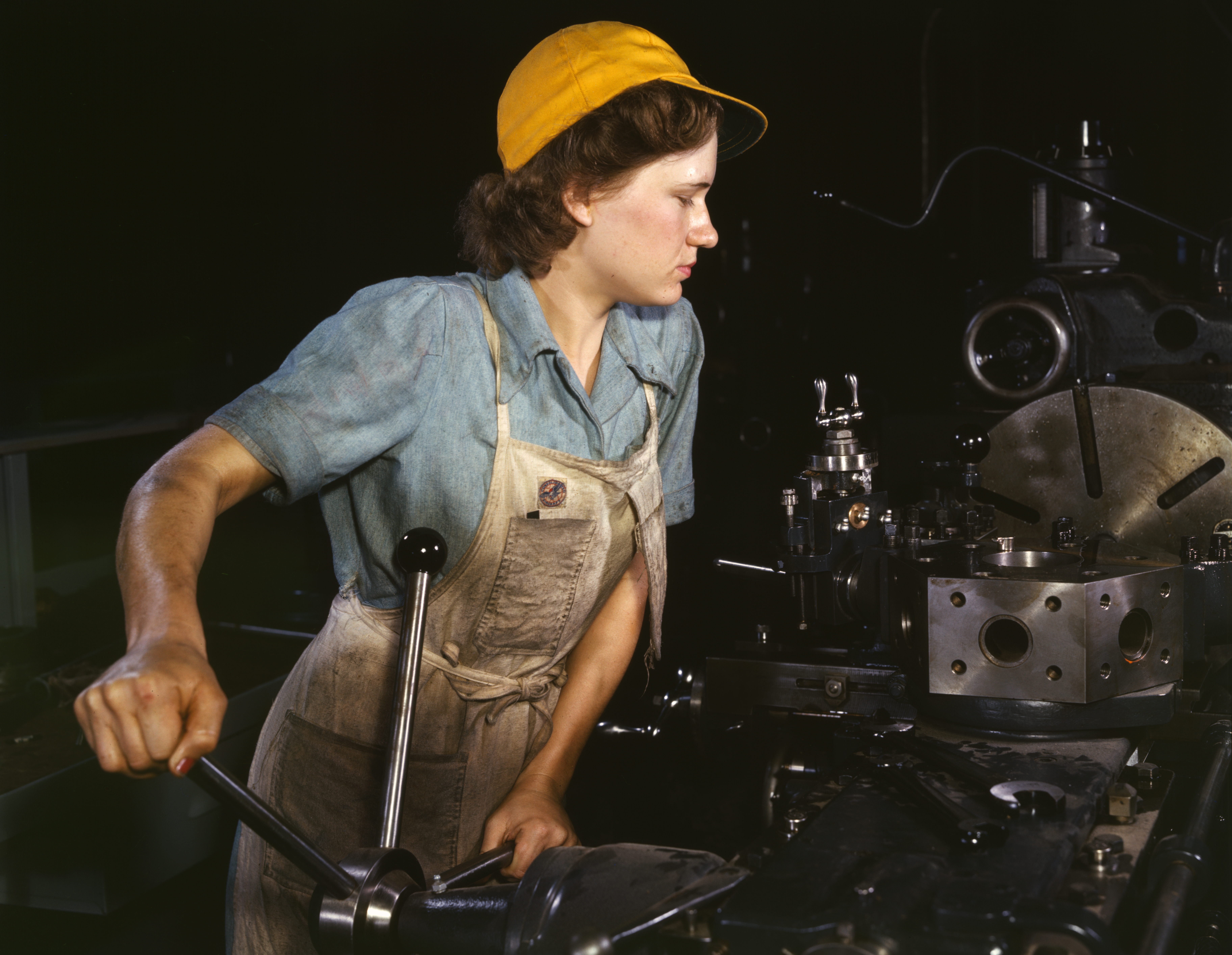
تصویر یک کارگر زن . در یک کارخانه سفال در ملبورن

## تاریخچه
چند سده پیش از انقلاب صنعتی در ونیز کارخانه‌ای به تولید انبوه کشتی می‌پرداخته‌است.

## نگارخانه

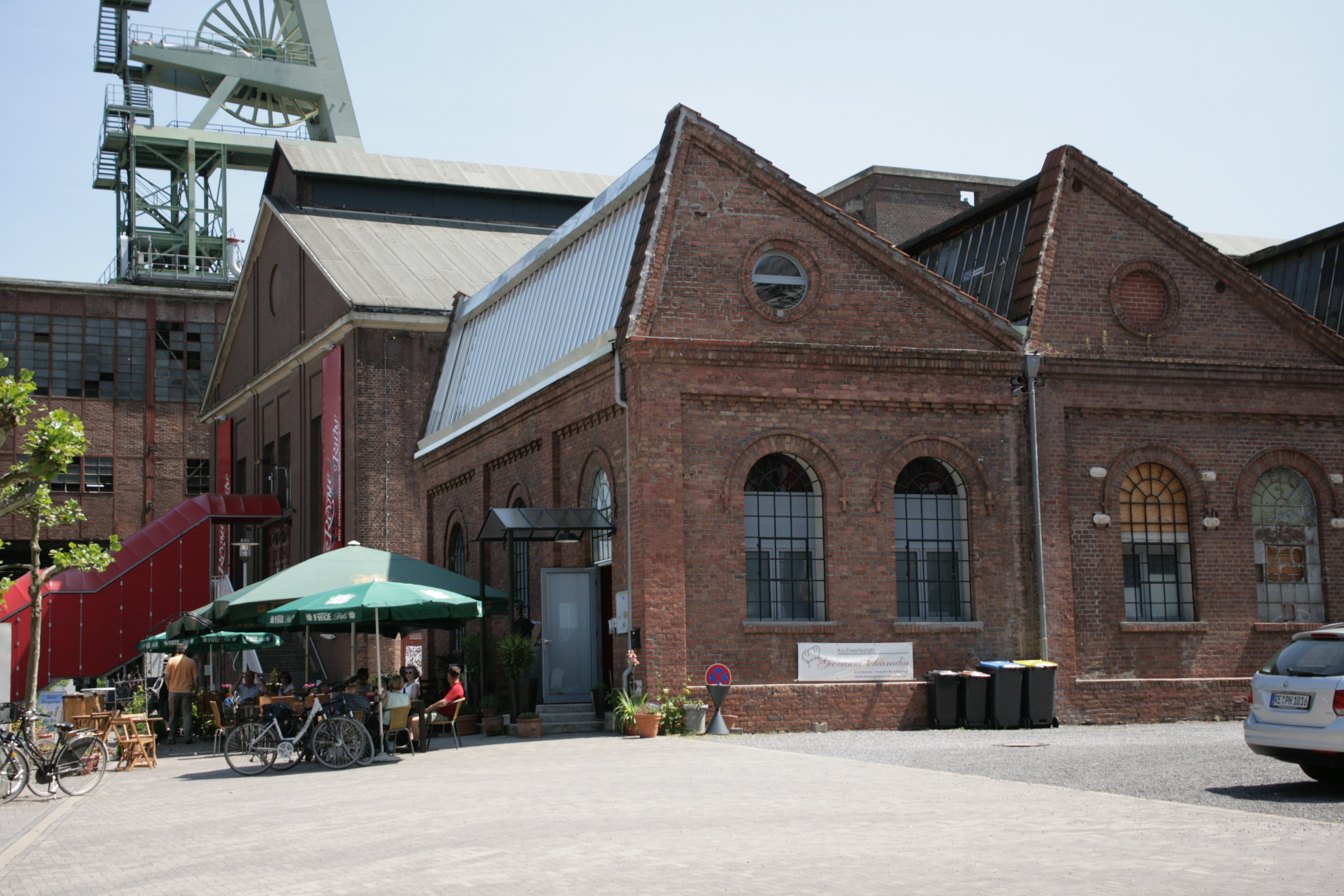
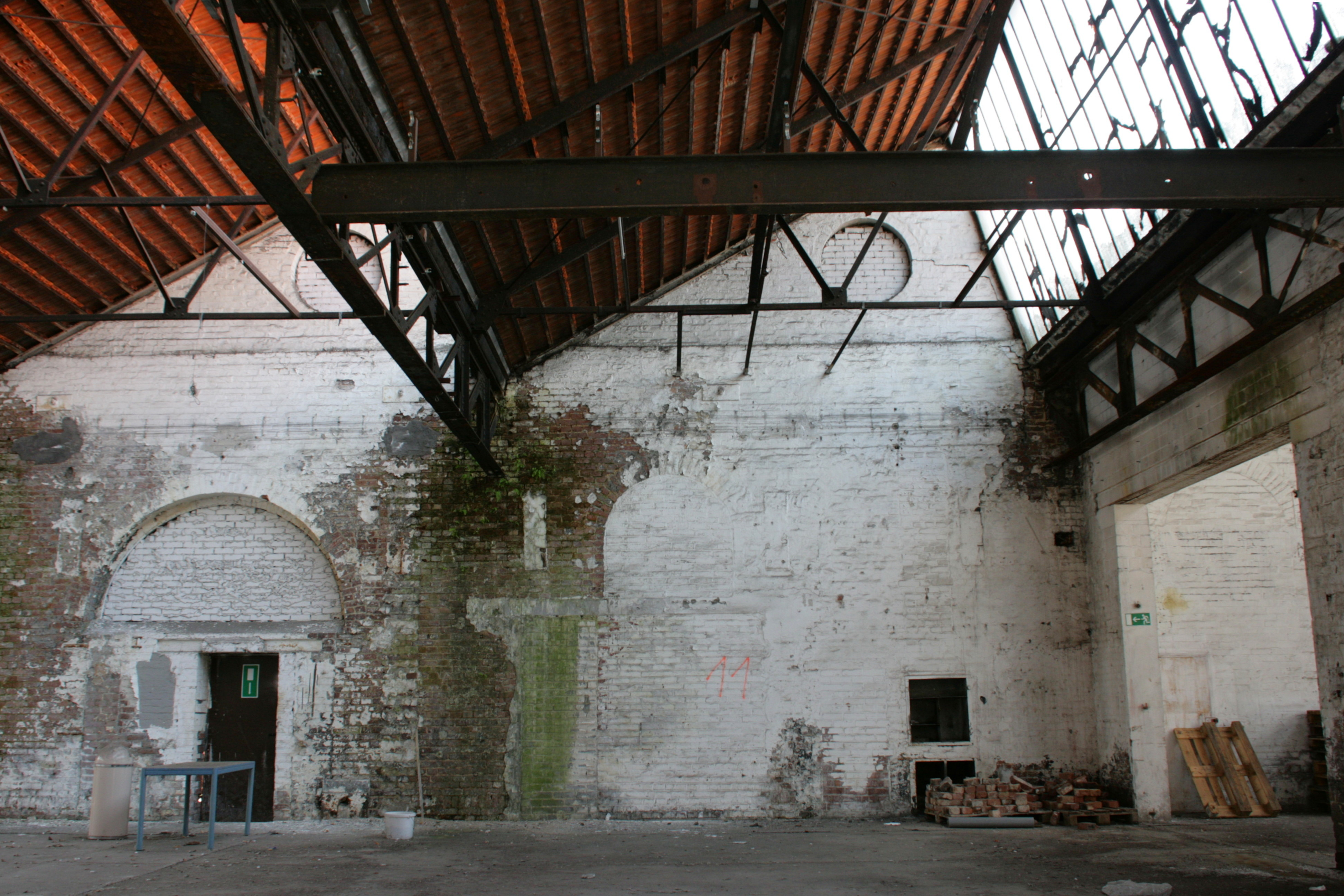
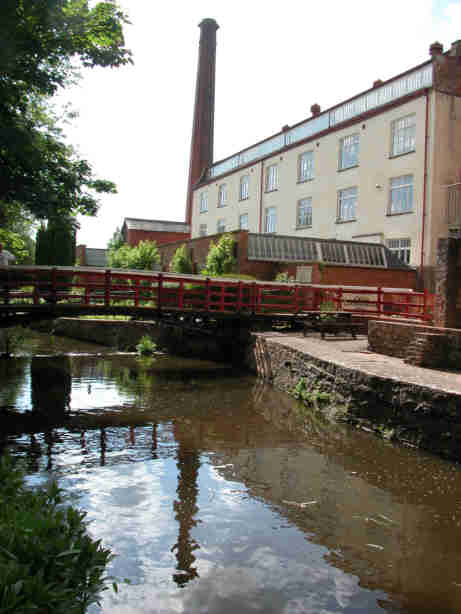
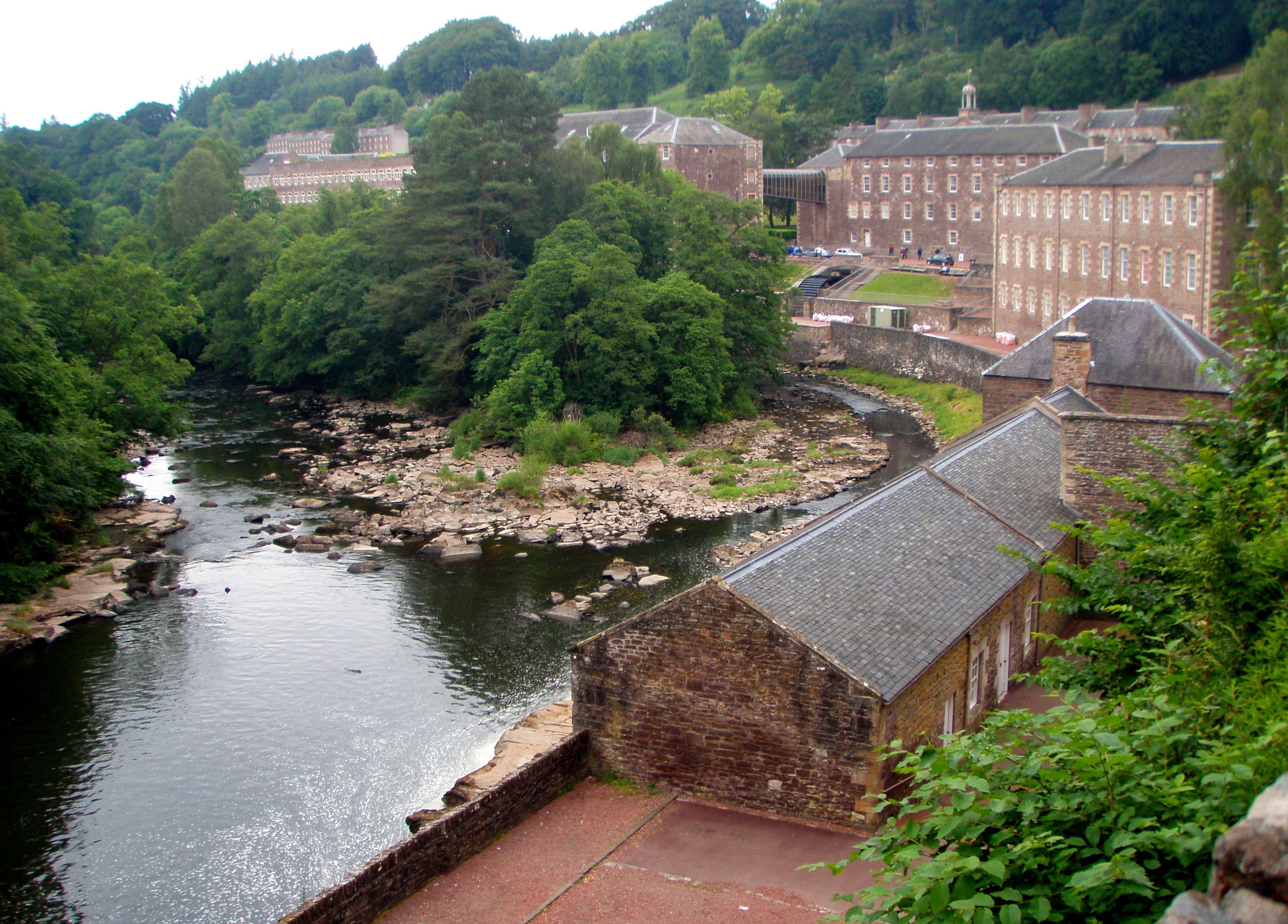
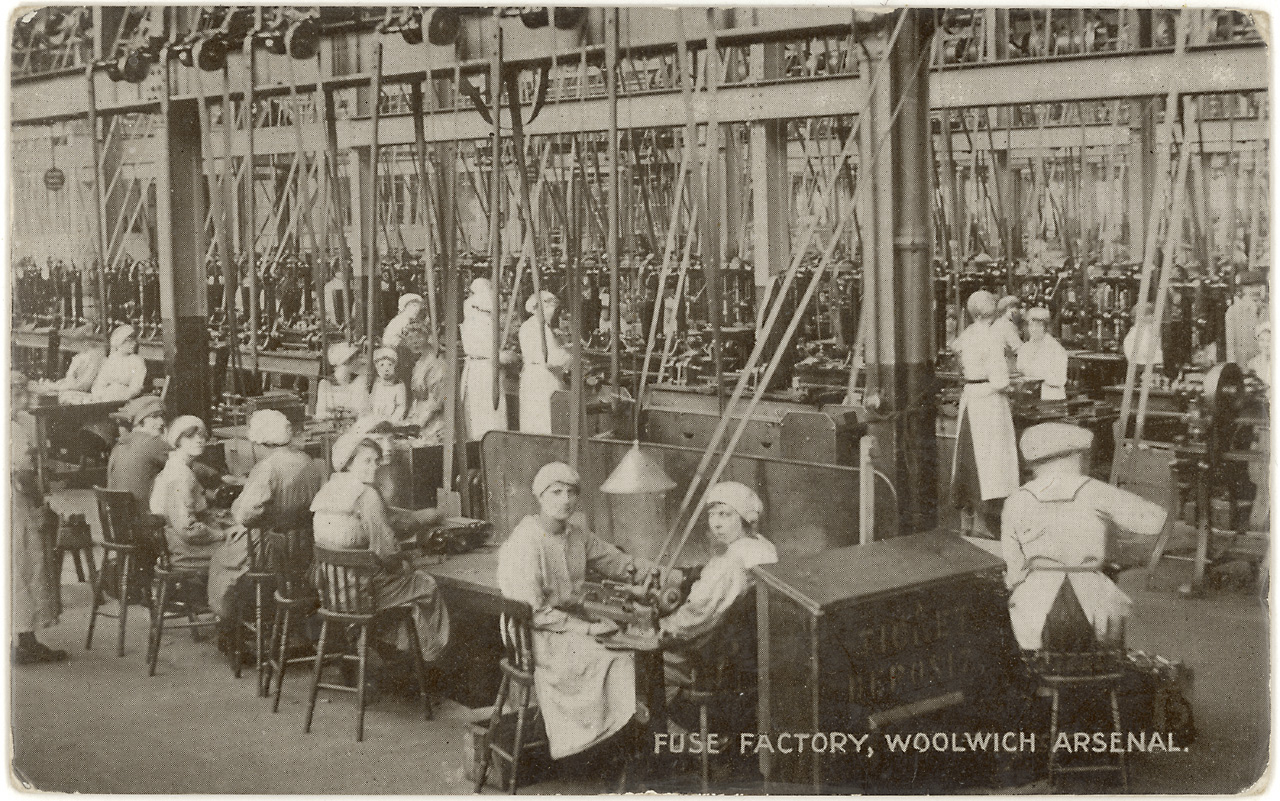
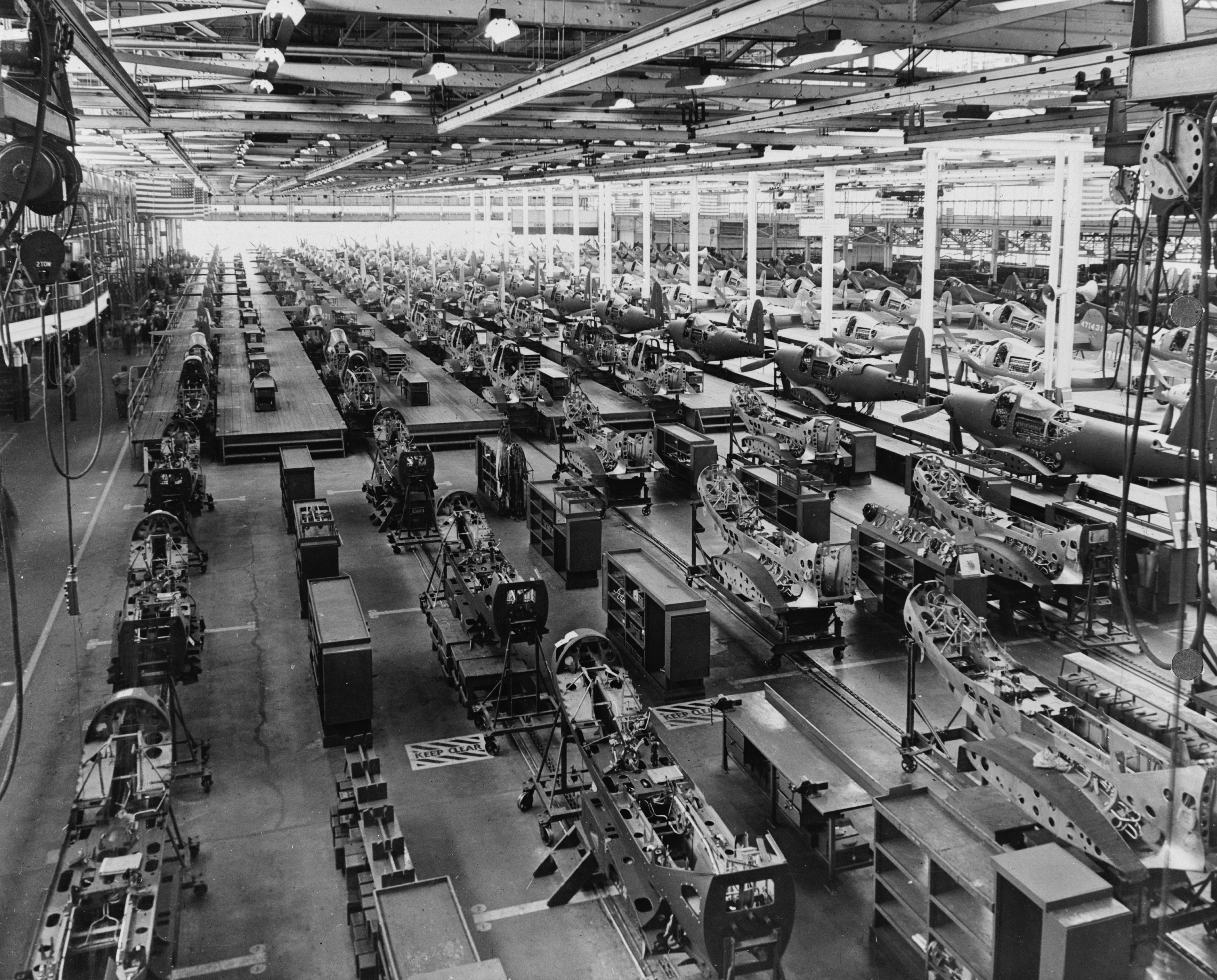
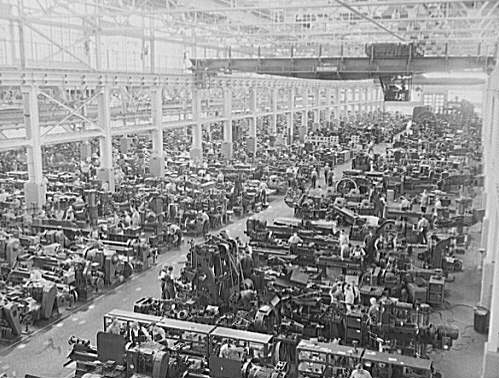